# Kiskeya
Kiskeya là một chi bọ cánh cứng trong họ Chrysomelidae.
Chi này được miêu tả khoa học năm 2006 bởi Konstantinov & Chamorro-Lacayo.

## Các loài
Các loài trong chi này gồm:
- Kiskeya baorucae Konstantinov & Chamorro-Lacayo, 2006
- Kiskeya neibae Konstantinov & Chamorro-Lacayo, 2006